# Südliche Regnitz
Die Südliche Regnitz oder Obere Regnitz, tschechisch Rokytnice, ist ein rechter Nebenfluss der „Sächsischen“ Saale im Landkreis Hof in Oberfranken.

## Name
Etwa um das Jahr 1160 wurde das Gewässer als Rekinzi erstmals schriftlich erwähnt. Der slawische Name *Rakonica oder *Rakonici bedeutet „Krebsbach“, allerdings könnte auch ein Personenname *Rakon zugrunde liegen.

## Geographie

### Verlauf
Sie entsteht aus zwei Quellbächen. Der längere entspringt als Lužní potok (dt. Zinnbach) ca. 650 m ü. NN in der Bieretwiese nördlich von Štítary (50° 14′ 46″ N, 12° 8′ 22″ O) und fließt ca. 9 km im Wesentlichen nach Norden, die letzten 5 km als Grenzbach zwischen Bayern und Böhmen. Der kürzere und wasserreichere zweite Quellbach heißt auf Tschechisch Rokytnice, von der deutschen Bevölkerung wurde er Ziegenbach genannt. Seine Quelle liegt ca. 610 m ü. NN hoch südöstlich von Hranice (deutsch Roßbach) kurz vor der Grenze nach Sachsen nahe der Straße in Richtung Bad Elster (50° 17′ 26″ N, 12° 11′ 23″ O). Nach ca. 7 km in westnordwestlicher Richtung vereinigt er sich bei der Huschermühle unterhalb des Regnitzlosauer Gemeindeteils Oberprex mit dem ersten Quellbach Lužni potok. Von dort bis zum Dreiländereck Bayern-Sachsen-Böhmen bildet die Regnitz die Staatsgrenze zwischen Deutschland und Tschechien, dann tritt sie dauerhaft auf deutsches Gebiet über. In einem weiten Wiesental schlängelt sie sich nach Westen, dann nach Südwesten durch Regnitzlosau. Einzige Siedlung am wiederum in Hauptrichtung West verlaufenden Unterlauf ist Tauperlitz (Gemeindeteil von Döhlau). Nach insgesamt etwa 30 km mündet sie 480 m ü. NN im Südosten von Hof in die Saale.

### Zuflüsse
Vom Ursprung zur Mündung. Auswahl.
- Zinnbach (tschechisch Lužní potok), linker Oberlauf
- Ziegenbach (tschechisch Rokytnice), rechter Oberlauf
- Wolfsbach (tschechisch Bystřina), von rechts nahe Regnitzlosau-Hinterprex
- Lesní potok, von rechts auf 536 m ü. NHN am Dreiländereck
Danach durchfließt die Südliche Regnitz den Landkreis Hof
- Steinseifelbach, von rechts auf 533 m ü. NHN nach Regnitzlosau-Mittelhammer
- → (Abgang des Mühlbachs), nach links nach Mittelhammer
- Lohbach, von links in den Mühlbach
- Klingelbach, von rechts auf etwa 526 m ü. NHN gegenüber Regnitzlosau-Unterhammer in die Regnitz selbst
- ← (Rücklauf des Mühlbachs), von links bei Unterhammer
- Holzlohbach oder Holzlohbächlein, von rechts auf etwa 515 m ü. NHN zwischen Regnitzlosau-Nentschau und Regnitzlosau
- Kleppermühlbach, von links auf 509 m ü. NHN in Regnitzlosau
- Scherzalohgraben, von links auf etwa 501 m ü. NHN nach Regnitzlosau-Klötzlamühle
- Zechbächl, von rechts auf 409 m ü. NHN bei Regnitzlosau-Weinzlitz
- Kulmitzbächl, von links auf etwa 495 m ü. NHN nahe Regnitzlosau-Draisendorf
- Quellitzbach oder Quellitz, von rechts auf etwa 483 m ü. NHN kurz vor Döhlau-Tauperlitz
- Dorschenbach, von rechts auf etwa 483 m ü. NHN in Tauperlitz

## Geschichte
Schon in der Hallstattzeit ist eine erste Siedlung am Lauf der Südlichen Regnitz nachgewiesen. Bei Osseck a. Wald wurde 1981 ein Gräberfeld mit Grabbeilagen der Kelten entdeckt. Auch im Mittelalter war die Gegend der Regnitz ein relativ früh besiedeltes Gebiet. Die früher vorherrschenden Mischwälder wurden jedoch größtenteils gerodet.
Im Mittelalter wurde das Gebiet des heutigen bayerischen Vogtlands Regnitzland genannt. Auch die Stadt Hof hieß zuerst Stadt am Regnitzhof, später Hof an der Rekkenze. Die erste Besiedlung von Hof lag wohl nicht weit der Mündung der Regnitz in die Saale. Die Turmhügelburg Tauperlitz war Teil eines frühen Systems zur Sicherung des Handels auf den Altstraßen.
Die Klötzlamühle mit einem oberschlächtigen Wasserrad war der letzte Mühlbetrieb an der Südlichen Regnitz.

## Umwelt

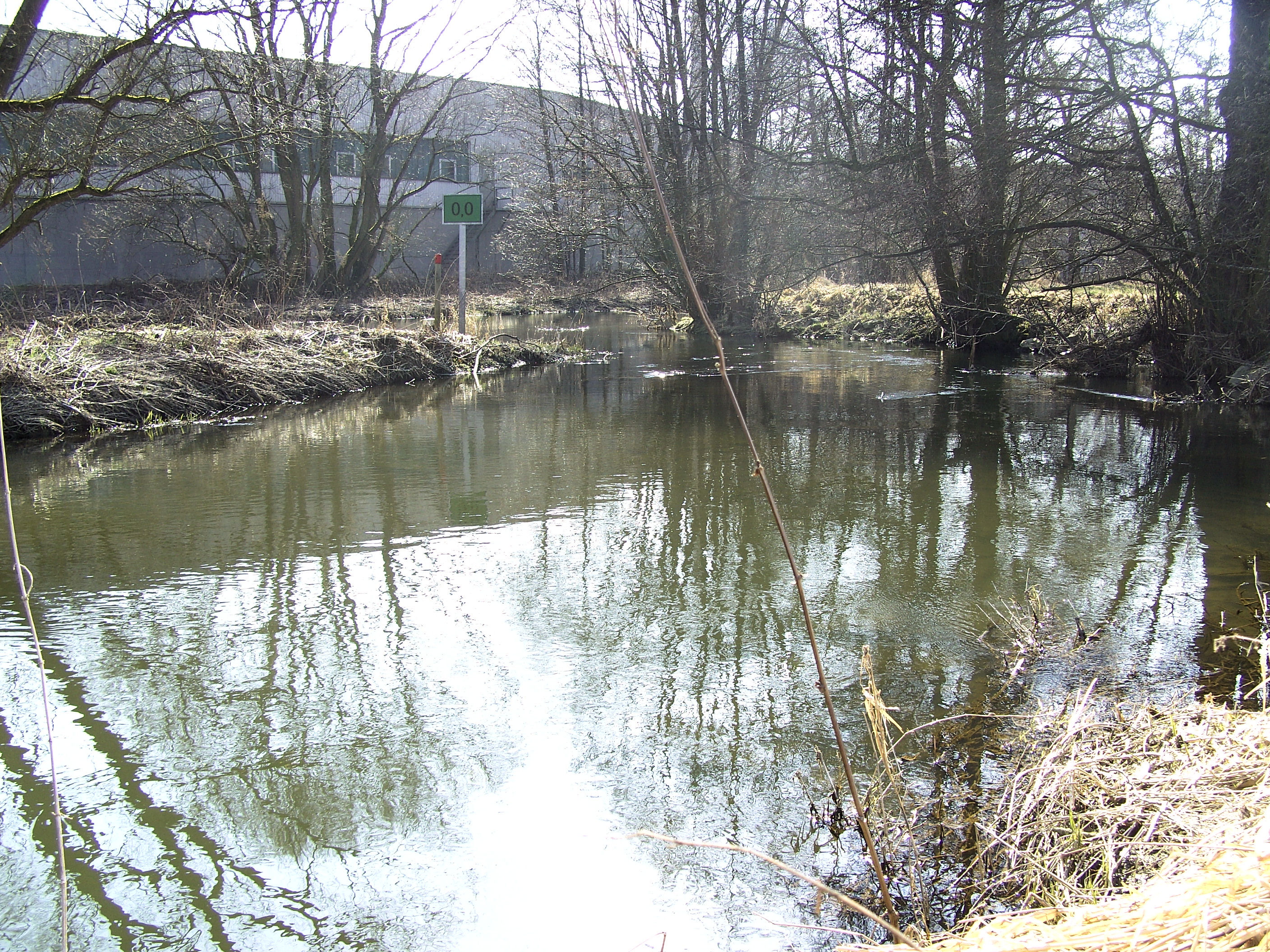
Mündung der Südlichen Regnitz (im Vordergrund) in die Saale (von links kommend) bei Hof

### Fauna
Im Lauf der oben genannten Strecke zwischen der Entstehung bei der Huschermühle bis zum Dreiländereck war bis ins Jahr 1947 der größte Flussperlmuschelbestand im mitteleuropäischen Raum zu finden. Im Jahr 1947 überlebten schätzungsweise bis zu 80 % des Bestandes den extrem heißen Sommer nicht; noch 60 Jahre später sind Tausende von Schalen im Bachbett und auf den angrenzenden Wiesen zu finden. Um den restlichen noch existierenden Bestand zu schützen, wurde in dem Raum sowohl von bayerischer als auch von tschechischer Seite ein Naturschutzgebiet errichtet; unter anderem wurde dabei teils die Böschung gesichert und die Wassergeschwindigkeit reduziert. Allerdings treffen diese Maßnahmen im regionalen Umfeld auf teils schwere Kritik. Wie ältere Anwohner berichten, lebten die größten Bestände immer in der Umgebung von Mühlen, von denen es an der Regnitz sehr viele gab. Um die Mühlen möglichst leistungsstark zu betreiben, wurde der Bach oft gesäubert und auf einen schnellen Wasserfluss geachtet. Dies lässt die derzeitigen Bemühungen kontrovers erscheinen.